# Klasztor Schweiklberg
Klasztor Schweiklberg – barokowy klasztor benedyktynów, znajdujący się w Vilshofen an der Donau, w kraju związkowym Bawaria.

## Źródła
- Hans Bauernfeind: Wie ein Sturmwind. Thomas Graf OSB (1902–1941). 2. Abt von Schweiklberg – eine Schlüsselfigur in der Liturgischen Bewegung. Münsterschwarzach 2005, ISBN 3-87868-176-3